# Pseudolimnophila lucorum
Pseudolimnophila lucorum är en tvåvingeart som först beskrevs av Johann Wilhelm Meigen 1818.  Pseudolimnophila lucorum ingår i släktet Pseudolimnophila och familjen småharkrankar. Arten är reproducerande i Sverige. Inga underarter finns listade i Catalogue of Life.